# 리디아의 군주
리디아는 세 왕조가 지배하였다.

## 아티스 가
탄탈리드 BC 1,300년 또는 그 이전
헤로도투스는 마에오니아의 첫왕 마네스와 그의 아들 아티스(아틸루스)를 기록하였는데 다른 문헌에서 트몰루스와 그의 아들 탄탈루스가 같은 시대의 시필루스 왕으로 되어있다. 옴팔레는 이들 두 가문 모두에 속하므로 그들이 동일하다고 가정된다.
- 마네스 (트몰로스)
- 옴팔레 트몰로스의 미망인
- 아티스 (탄탈로스) : 제우스와 플로우토의 아들이며 트몰로스의 사위,

그의 아들 펠롭스를 축제(올림피아 경기)에 제안하였다.
- 리두스 (브로테아스) 탄탈로스와 디오네의 아들이다.
- 탄탈로스 2세 브로테아스의 아들이었다. 그는 클리템네스트라와 결혼하였는데 리디아에서는 다스리지 않았다.

## 헤라클레스 가
틸로니드 (~ BC 687)
헤라클레스 가문은 기원전 1185년부터 22대가 다스렸고 505년 동안 지속되었다.
헤라클레스는 왕좌를 찬탈하였고 이 반전설적인 왕조는 사르디스에 도읍하였는데 옴팔레와 헤라클레스(틸론)의 후손이다. 알리아테스는 기원전 776년 리디아의 왕이었다. 이 왕조의 마지막 왕은 미르실로스 또는 칸다울레스였다.
왕국은 이전 왕조의 마직막 왕의 이름을 따라서 리디아로 불렸다.
- 아르곤(1221-? BC) 니누스의 아들, 벨루스의 손자, 알카이우스의 증손, 헤라클레스와 옴팔레의 현손
- (17 왕, 불명, 부자 계승)
- 아르디스 1세 (아르디수스 I, 795-759 BC)
- 알리아테스 1세(759-745 BC) 아르디스의 아들
- 멜레스 (미르수스, 745-733 BC) 알리아테스 1세의 아들
- 칸다울레스(미르실루스, 733-716 BC) 멜레스의 아들, 7년간의 치세 후에 그는 그의 이전 친구 기게스에 의해 암살되었다. 기게스는 리디아의 왕좌를 승계하였다.

## 메름나드
- 기게스, 아시리아의 비문에는 루두의 구구(687-652 BC 또는 690-657 BC)라고 불렸다.

그는 수도를 히데에서 사르디스로 옮겼다. 킴메르가 리디아의 도시들을 약탈하였지만 사르디스는 예외였다.
기게스는 다스킬루스의 아들로 카파도키아의 유배지에서 리디아 왕 무르실로스가 다시 불렀을 때,
그리스인에 의해 칸다울레스는 개교살자(리디아의 헤르메스)로 불렀다. 그는 아들은 그 대신에 리디아로 보냈다.
기게스는 이집트로 방향을 바꾸어 충성스러운 카리아 군대를 이오니아 용병과 함께 프삼티쿠스를 도와 아시리아의 멍에를 흔들어 벗게하였다.
약간의 성경학자들은 리디아의 기게스가 성경의 마고그의 지배자 고그로 믿는다. 그는 에제키엘서에 언급되어있다.
- 아르디스 2세 (652-621BC)
- 사디아테스 (621-609BC 또는 624-610BC)

그는 키악사레스, 메데스와 함께 싸워 킴메르를 아시아에서 몰아내고 스미르나를 취하였다.
스미르나는 콜로폰에서 온 식민주의자에 의해 창건되었다. 그는 클라조메나에와 밀레투스를 침임하였다.
- 알리아테스 2세 (609 또는 619-560BC) 리디아의 가장 위대한 지배 중의 하나로 키악사레스가 리디아를 공격할 때 킬리키아와 바빌론의 왕이 기원전 585년 평화를 협상하였다.
- 크로이소스 (560-546 BC) - 리디아 왕국은 크로이수스가 페르시아 제국의 키루스 대왕의 침공을 받고 멸망하였다. 기원전 546년 패하였다.